# Symplocos jurgensenii
Symplocos jurgensenii är en tvåhjärtbladig växtart som beskrevs av William Botting Hemsley. Symplocos jurgensenii ingår i släktet Symplocos och familjen Symplocaceae. Inga underarter finns listade i Catalogue of Life.